# Туапсинський район
Туапсинський район розташован на півдні Краснодарського краю, в центральній частині Чорноморського узбережжя Кавказу. Адміністративний центр району — місто Туапсе.
Туапсинський район починається від селища Джубга і тягнеться уздовж Чорноморського узбережжя на 100 км по Сухумському шосе до селища Шепсі.
Прибрежна смуга обмежена зі сходу відрогами гірських хребтів, що займають основну площу району. Основне пасмо Головного Кавказького хребта відсунуто від морського берега на 20-25 км. Найбільш високі вершини: Агой (994 м) і Семашко (1035 м). Перпендикулярно до берега спускаються короткі живописні відроги: Коліхо, Кокотх  тощо, суцільно покриті лісами буків та дуба. 

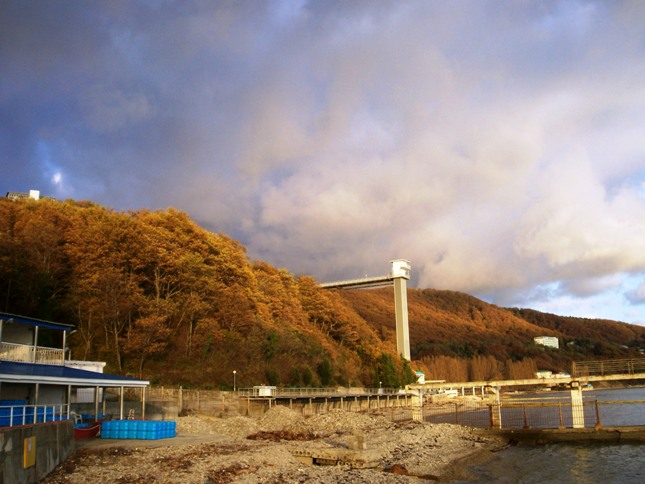
Узбережжя Чорного моря поблизу санаторію «Нефтяник Сибири». Туапсинський район Краснодарского краю.

В околицях Туапсе багато малих гірських річок. Місто розташоване на правому березі однойменної річки. У лісах, що покривають велику частину Туапсинського району, разом з листяними породами помірного поясу є субтропічна рослинність. 
Гориста територія Туапсинського району, перетнута ущелинами, ярами, рясніє долинами. Ряд подовжніх і поперечних хребтів надає вирішальний вплив на утворення підрайонів з різними кліматичними умовами. Ця частина Чорноморського узбережжя майже ізольована від сухих степових вітрів. З боку Гайтхського перевалу ще може виникнути Норд-ост, завдяки чому знижуєвологість повітря. Від Туапсе убік Лазаревського норд-ост повністю зникає, але опади по узбережжю значно зростають в цьому напрямі. У міру просування на південь в результаті відрогів Головного Кавказького хребта, що підвищують, клімат набуває рис, властивих вологим субтропікам. Це виявляється в помітному зменшенні північно-східних вітрів, в збільшенні опадів і відносної вологості повітря. У районі Туапсе середньорічна кількість опадів досягає 1200 мм і більш. Літо спекотне (у серпні 22), зима м'яка (у лютому +5). 
Прекрасною кліматичною зоною вважається район Туапсе-Джубга. Тут влітку дмуть освіжаючі морські брізи, пом'якшучи спеку, в день атмосферної вологи менше. У південних районах Туапсинського району середньорічна температура становить 19,1, в північних районах 13,7.
Територія Туапсинського району включає 2 селищних і 7 сільських округів, які є внутрірайонними територіальними утвореннями. Населених пунктів на території району — 64.  

## Адміністративний поділ
Територія Туапсинського району складається з: 
- 3 міських поселень
  - Джубзьке міське поселення — центр селище Джубга
  - Новомихайлівське міське поселення — центр селище Новомихайлівський
  - Туапсинське міське поселення — центр місто Туапсе
- 7 сільських поселень
  - Вельяміновське сільське поселення — центр село Ципка
  - Георгіївське сільське поселення — центр село Георгієвське (Краснодарський край)
  - Небузьке сільське поселення — центр село Небуг
  - Октябрське сільське поселення — центр селище Октябрський
  - Тенгінське сільське поселення — центр село Тенгінка
  - Шаумянське сільське поселення — центр село Шаумян
  - Шепсинське сільське поселення — центр село Шепсі

Населених пунктів на території району — 64.

## Ресурси Інтернет
- Інформаційний сайт міста Туапсе і Туапсинського району [Архівовано 2 квітня 2022 у Wayback Machine.] (рос.)
- Сайт адміністрації Туапсинського району [Архівовано 27 листопада 2020 у Wayback Machine.] (рос.)